# Carpentier de Changy
Carpentier de Changy is een familie van Belgische adel, die zijn oorsprong vindt bij een Franse adellijke familie.

## Geschiedenis
De bewezen stamreeks voert terug tot 1442.
- In 1669 werd de adellijke status van de familie herbevestigd.
- In 1798 verleende Lodewijk XVIII de titel graaf aan een Carpentier de Changy. De titel werd echter niet geregistreerd onder de Restauratie.
- In 1865 bevestigde keizer Napoleon III de titel graaf voor Eugène Carpentier de Changy, overdraagbaar bij eerstgeboorte.

Vanaf 1892 vond voor verscheidene telgen uit dit geslacht inlijving plaats in de Belgische adel, veelal met de verlening van de titel van graaf met overgang bij eerstgeboorte.
Anno 2019 waren er nog 48 mannelijke telgen in leven van de Belgische takken, de laatste geboren in 2018.

### Wapenbeschrijvingen
- 1865 (Frankrijk): D'azur, à une étoile d'or, accompagnée de trois croissants d'argent, deux en chef et un en pointe.
- 1892: D'azur, à une étoile d'or, placée en coeur, accompagnée de trois croissants d'argent. L'écu surmonté pour le titulaire de la couronne de comte, et supporté par deux lévriers contournés d'argent, colletés d'or, et, pour les autres descendants, sommé d'un heaume d'argent, grillé, colleté et liseré d'or, doublé et attaché de gueules, aux bourrelet et lambrequins d'or et d'azur. Cimier: un lévrier issant d'argent, colleté d'or. Devise: 'Dieu m'aide' d'or, sur un listel d'azur.
- 1934: In lazuur, eene ster van goud, vergezeld van drie wassenaren van zilver. Het schild overtopt met eenen helm van zilver, gekroond, getralied, gehalsband en omboord van goud, gevoerd en gehecht van keel, met dekkleeden van goud en van lazuur. Helmteeken: een windhond uitspringende van zilver, gehalsband van goud. Wapenspreuk: 'Dieu m'aide' van goud, op een lossen band van lazuur. Het schild daarenboven getopt voor den titularis met eene gravenkroon, en gehouden door twee omziende windhonden van zilver, gehalsband van goud.
- 1957: Van azuur, met een ster van goud, vergezeld met drie wassenaren van zilver. Het schild getopt met een helm van zilver, gekroond, getralied, gehalsband en omboord van goud, gevoerd en gehecht van keel, met dekkleden van goud en van azuur. Helmteken: een uitkomende windhond van zilver, gehalsband van goud. Wapenspreuk: 'Dieu m'aide', van goud op een losse band van azuur.

## Genealogie
- Eugène graaf Carpentier de Changy (zie hierboven) (1812-1889), x Félicie de Mélotte d'Envoz (1821-1878)
  - Oudste zoon, erfgenaam van de Franse adeltitel
  - Carlos graaf Carpentier de Changy, Belgische adel (zie hierna)
  - René Carpentier de Changy (1855-1930), Belgische nationaliteit, x Isabelle Matthieu (1862-1901)
    - Roger graaf Carpentier de Changy (zie hierna)
    - Hervé graaf Carpentier de Changy (zie hierna)

## Carlos Carpentier de Changy
- Marie François Charles, genaamd Carlos graaf Carpentier de Changy (Luik, 22 juni 1849 - Brussel, 13 mei 1919) verkreeg in 1872 de Belgische grote naturalisatie. In 1892 werd hij aanvaard in de Belgische erfelijke adel, met de titel graaf, overdraagbaar bij eerstgeboorte. Hij trouwde in Brussel in 1875 met jkvr. Adrienne de Royer de Dour de Fraula (1854-1926). Ze kregen zeven kinderen.
  - Eugène graaf Carpentier de Changy (1879-1936), buitengewoon gezant en gevolmachtigd minister, protocolchef op het ministerie van Buitenlandse Zaken, bleef vrijgezel.
  - Marie François Léon René Maurice graaf Carpentier de Changy (1884-1938), kreeg in 1934, naast zijn broer, de titel graaf, overdraagbaar bij eerstgeboorte. Hij trouwde in Brussel in 1920 met Yvonne Le Docte (1901-1991). Ze kregen vier kinderen.
    - Alain graaf Carpentier de Changy (1922-1992) was piloot in formule 1-wedstrijden. Hij trouwde in 1944 in Elsene (echtscheiding in 1967) met jkvr. Monique Pouppez de Kettenis de Hollaeken (1923-2013) en hertrouwde in 1968 in Sint-Pieters-Woluwe met Monique Van Goethem (1938- ). Met twee zoons uit het eerste huwelijk en afstammelingen tot heden.
      - Ir. Réginald graaf Carpentier de Changy (1945), fiscaal en financieel expert, chef de famille van de Belgische takken
        - Jhr. Dorian Carpentier de Changy (1975), vermoedelijke opvolger als chef de famille

    - Jhr. Didier Carpentier de Changy (1925-1993) trouwde in Brussel in 1950 met jkvr. Monique Leyniers (1930- ). Met drie kinderen en afstammelingen tot heden.

  - Robert graaf Carpentier de Changy (1885-1962), burgemeester van Meldert, kreeg in 1934 de titel graaf, overdraagbaar bij eerstgeboorte. Hij trouwde in 1914 in Meldert met jkvr. Anne de Lantsheere (1894-1963), dochter van de Meldertse burgemeester, burggraaf Auguste de Lantsheere.
    - Johnny graaf Carpentier de Changy (1917-1998), oorlogsvrijwilliger, piloot bij de RAF, trouwde in Elsene in 1948 (echtscheiding in 1970) met barones Alette de Wykerslooth de Rooyestein (1926-1974). Met vier kinderen en afstammelingen tot heden.

## Roger Carpentier de Changy
Roger Raoul Frnçois Marie graaf Carpentier de Changy (Elsene, 14 mei 1895 - Héron, 15 augustus 1980), geheim kamerheer van de paus, werd op 3 april 1940 opgenomen in de Belgische erfelijke adel met de titel graaf, overdraagbaar bij eerstgeboorte. Hij trouwde in Annevoie in 1920 met jkvr. Marie-Henriette de Meeûs (1897-1983). Ze kregen zes kinderen, met afstammelingen tot heden.

## Hervé Carpentier de Changy
Marie François Jéhan Hervé graaf Carpentier de Changy (Couthuin, 7 juni 1896 - Rosières, 9 juli 1962) werd in 1957 opgenomen in de Belgische erfelijke adel en in 1962 werd hem de titel van graaf verleend, overdraagbaar bij eerstgeboorte. Hij trouwde in 1921 in Meldert met jkvr. Ghislaine de Lantsheere (1901-1969), dochter van burggraaf Auguste de Lantsheere, burgemeester van Meldert en jkvr. Jeanne Baeyens.
- Dr. Guy graaf Carpentier de Changy (1925), ambassadeur